# Sandra Naranjo
Sandra Naranjo Bautista (sinh năm 1985, Ambato) là một chính trị gia và nhà kinh tế người Ecuador.

## Giáo dục
Naranjo học tại San Francisco University, Quito, có bằng tốt nghiệp từ Viện Khoa học Xã hội Mỹ Latinh, và bằng thạc sĩ quản trị công và phát triển quốc tế của Trường Chính phủ John F. Kennedy của Đại học Harvard.

## Sự nghiệp
Naranjo từng là Bộ trưởng Du lịch của Ecuador từ tháng 6 năm 2014 đến tháng 10 năm 2015 và sau đó là thư ký kế hoạch và phát triển quốc gia. Vào ngày 04 Tháng Một năm 2017, Naranjo đã trở thành tạm Phó Chủ tịch Ecuador Tổng thống Rafael Correa của Lệnh 1291 khi đương nhiệm Jorge Glas đã được đưa ra nghỉ không hưởng lương.

## Trích dẫn
1. ↑  "Con 31 años, Sandra Naranjo está a cargo de la Vicepresidencia". El Telégrafo (bằng tiếng Tây Ban Nha). ngày 6 tháng 1 năm 2017. Truy cập ngày 7 tháng 1 năm 2017.
2. 1 2  "CHAKANA Secretaría Nacional de Planificación" (bằng tiếng Tây Ban Nha). Government of Ecuador. Bản gốc lưu trữ ngày 10 tháng 3 năm 2016. Truy cập ngày 19 tháng 9 năm 2018.
3. ↑  Cevallos, Pamela. "Sandra Naranjo: La joven ministra apasionada por un turismo de calidad". Nuestro Mundo (bằng tiếng Tây Ban Nha). Bản gốc lưu trữ ngày 25 tháng 7 năm 2019. Truy cập ngày 7 tháng 1 năm 2017.
4. ↑  "Sandra Naranjo estará a cargo de la Vicepresidencia hasta el 30 de marzo". El Telégrafo (bằng tiếng Tây Ban Nha). ngày 14 tháng 3 năm 2017. Truy cập ngày 19 tháng 9 năm 2018.